# Nuruk

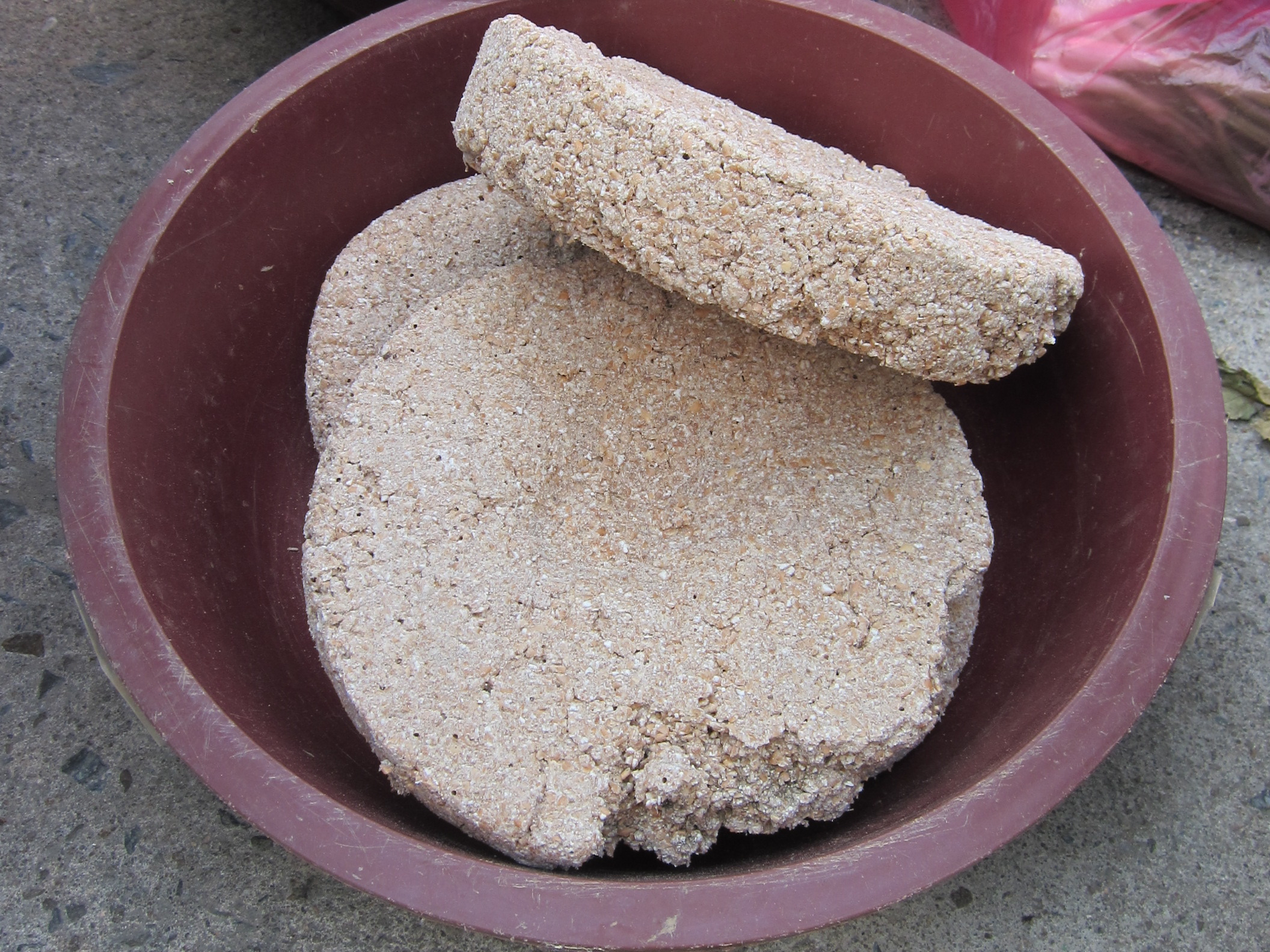
Des galettes de nuruk.

Le nuruk (누룩) est un ingrédient traditionnel coréen pour débuter un processus de fermentation alcoolique. On l'utilise pour différents breuvages comme le takju, cheongju, et le soju.
Le blé, le riz et l'orge peuvent être utilisés pour faire du nuruk. La variante à base de blé est la plus répandue : les graines sèches sont humidifiées et moulées en forme de gros pâton, qui est laissé à fermenter à l'air libre pendant 2 à 4 semaines dans un ondol. Le pâton mature à une température fixe, jusqu'à la formation d'une moisissure.